# Arlette Bahati Tito
Arlette Bahati Tito, née le 5 avril 1977 à Bukavu, est une femme politique congolaise. Elle est actuellement sénatrice de la province de Kinshasa,,.

## Biographie

### Formation
Elle obtient un certificat d'études primaires à l'école Massamba de Kinshasa en 1989, un diplôme d'État en pédagogie au lycée Sacré-Cœur Tuzayana de Kipaku en 1995, une licence en droit économique et social à l'Université protestante au Congo en 2000.

### Carrière et influence politique
Le 15 novembre 2022 à la RTNC, le président de la République Félix Antoine Tshisekedi Tshilombo, l'a nommée à la tête d'une série d'entreprises publiques dont la Société Nationale des Hydrocarbures (SONAHYDROC), le principal opérateur étatique dans le secteur pétrolier, entreprise dont tout le monde attend qu'elle puisse enfin retrouver son éclat d'antan du temps où elle portait la dénomination de Petro Zaïre.
Entre 2021 et 2022, en plus d'être la conseillère chargée des finances et produits stratégiques au Ministère de l’Économie Nationale, elle a siégé comme membre de plusieurs commissions techniques,.
En 2024, elle devient sénatrice.